# Квантова яма

Квантова яма, квантова стінка — плоска напівпровідникова гетероструктура, в якій тонкий шар напівпровідника з вужчою забороненою зоною затиснутий між двома напівпровідниками з широкою забороненою зоною таким чином, щоб забезпечити розмірне квантування електронних рівнів.
Рух квазічастинок (електронів чи дірок) у квантових ямах обмежений в одному напрямку і вільний у двох інших напрямках. Тому енергетичні квазічастинок рівні утворюють мінізони.
Енергію дна кожної із мінізон можна приблизно оцінити за допомогою виразу
{\displaystyle E_{n}={\frac {\hbar ^{2}}{2m^{*}}}\left({\frac {\pi n}{d}}\right)^{2}},
де n — номер мінізони, {\displaystyle m^{*}} — ефективна маса відповідної квазічастки, d — ширина квантової ями. Формула справедлива лише тоді, коли розрахована енергія менша за глибину ями.
В межах однієї мінізони густина станів не залежить від енергії, але коли значення енергії перевищує енергію дна наступної мінізони, густина станів зростає стрибком.

## Застосування
Квантові ями застосовуюються в напівпровідникових приладах: діодах, транзисторах для покращення їхніх характеристик. Наприклад, резонансний тунельний діод використовує квантову яму в оточенні двох бар'єрів для створення від'ємної диференціальної провідності.